# M-87 Orkan

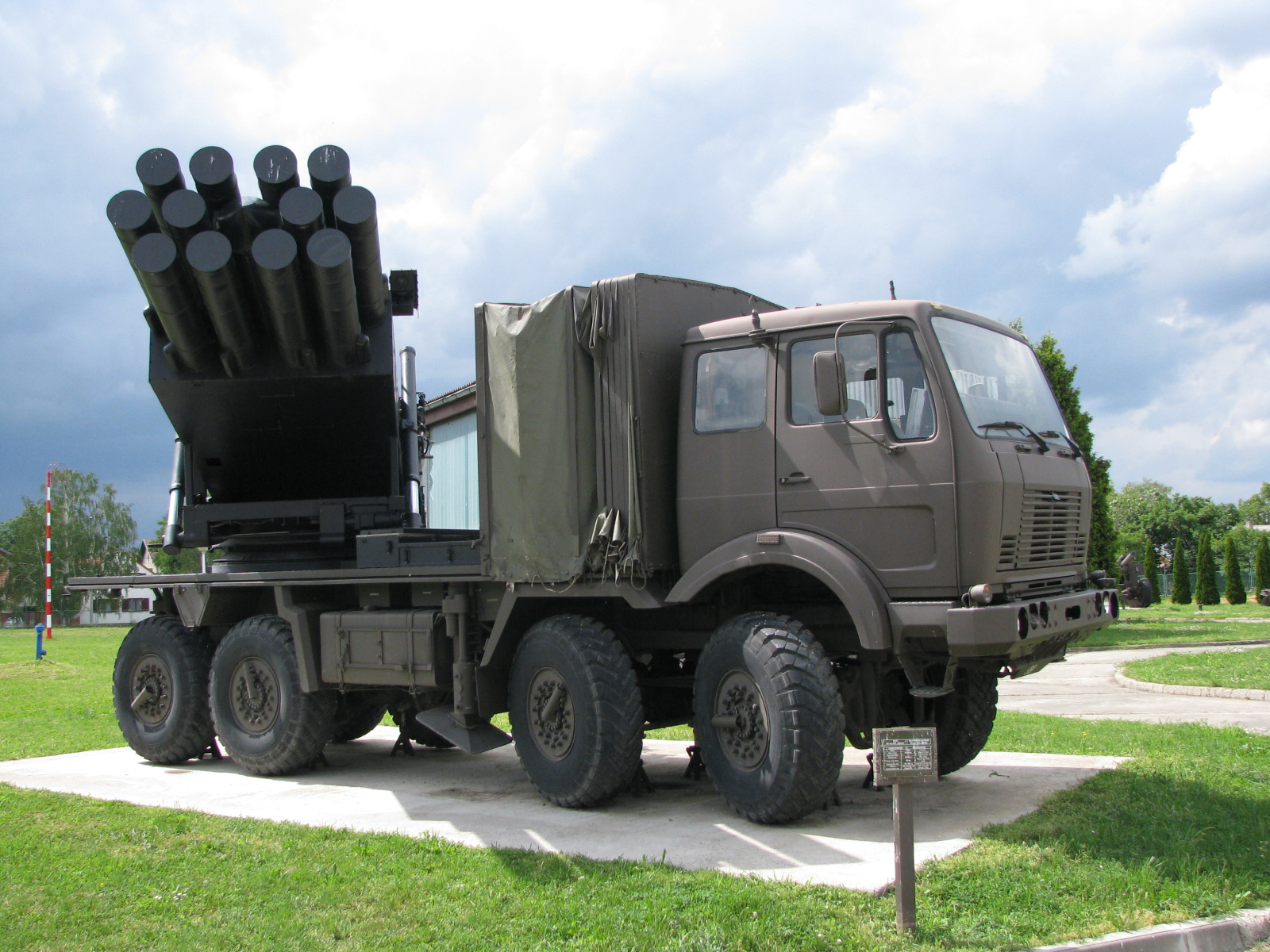
Museumsexponat des M-87 Orkan in Vukovar, Kroatien

Das M-87 Orkan ist ein in den 1980er-Jahren von den Streitkräften Jugoslawiens im Vojno Tehnički Institut (VTI) entwickeltes und zu gleichen Teilen von Jugoslawien und dem Irak finanziertes halbautomatisches großkalibriges Mehrfachraketenwerfer-System, das trotz nur weniger produzierter Exemplare während der Kriege in Jugoslawien, Albanien und im Irak zwischen 1991 und 1999 zum Einsatz kam. Mit der für damalige Verhältnisse erreichten hohen Präzision, der Fähigkeit, mit Hilfe von Luftbremsen Ziele in gleicher Reichweite auf vier unterschiedlichen ballistischen Kurven anzufliegen und einem Gefechtskopf aus Cluster-Munition, war der „Orkan“ zur Bekämpfung von größeren Truppenkonzentrationen sowie Flächenzielen konzipiert worden. Mit dem Beginn der Ausrüstung der Landstreitkräfte des Irak und einer möglichen Integration chemischer Gefechtsköpfe geriet das Waffensystem Mitte der 1990er in den Fokus US-amerikanischer Behörden.

## Entwicklung

### Idee

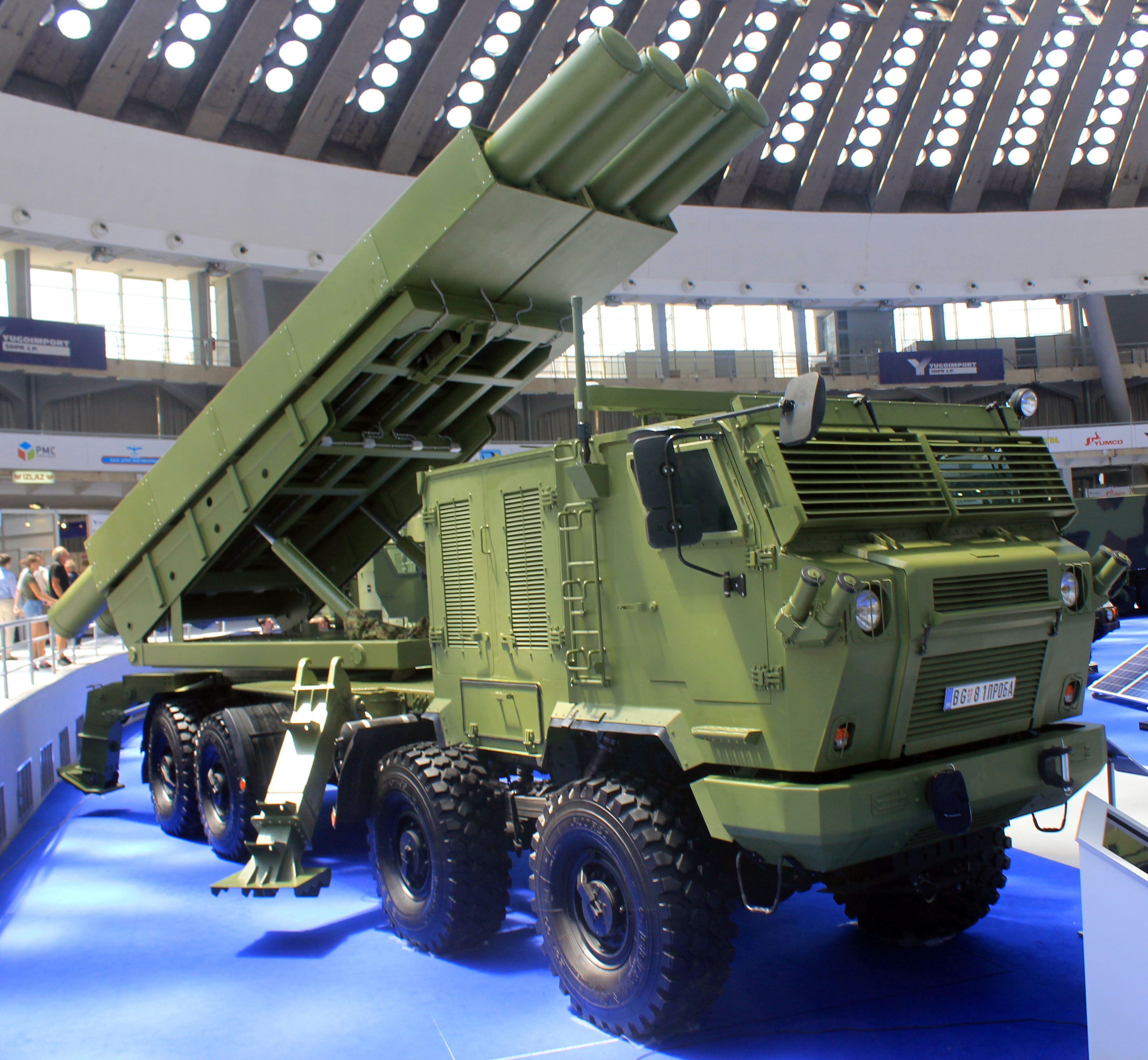
Eine Weiterentwicklung ist das 2017 vorgestellte Šumadija-System

Nachdem die Jugoslawische Volksarmee 1977 mit dem M-77 Oganj einen aus dem sowjetischen Grad-System technisch weiterentwickelten Mehrfachraketenwerfer mit dem Kaliber 128 mm bekommen hatte, entstanden 1980 Pläne für einen Raketenwerfer, der Ziele auf Entfernungen von 50 km bekämpfen können sollte. Die Aufgabe wurde wiederum an Obrad Vučurović, der lange Jahre der Leiter des Raketensektors des Militärtechnischen Institutes (VTI) in Belgrad und Professor der Fakultät für Maschinenbau in Belgrad sowie der Militärakademie war, übertragen.
Hatte Vučurović schon mit dem M-77 einen neuen Weg bestritten, so war das M-87 ein grundlegend neuer Entwurf, der sich von großkalibrigen Systemen im Westen (USA: M270) und auch im Osten (Sowjetunion: BM-30) wesentlich unterschied und diese in der Leistung übertraf. Vučurović hatte, um Reichweite und Präzision zu verbessern, viele konstruktive Maßnahmen vorgenommen. Da der Preis gelenkter Raketen in etwa fünf Mal höher als für ungelenkte Raketen war, bestand sein Grundgedanke darin, mit zwei bis drei Raketen einen gleichwertigen Effekt wie mit einer gelenkten Rakete zu erzielen. Er entwickelte eine Rakete, die durch zwei Paar aerodynamischer Bremsen im Zielflug gesteuert werden konnte und einen Gefechtskopf trug, der mit Cluster-Submunition eine hohe Zielabdeckung erreichte. Für den Gefechtskopf brauchte er dadurch einen neuen Zündmechanismus, der die Submunition durch Beschleunigung und Drehung aktivierte.
Vučurović berechnete, dass 80 % der Fehler der ballistischen Flugbahn aus der Startphase nach dem Verlassen der Rohrmündung stammen. Nur 20 % treten in der darauf folgenden aktiven und passiven Flugphase auf. Daneben war durch die Integration von INS oder GPS eine wesentlich höhere Präzision möglich. Er entschied, die Raketen in der Startphase durch einen Boostermotor auf mindestens die doppelte Geschwindigkeit bekannter Systeme zu beschleunigen. Hatten vergleichbare Systeme in der Startphase bis dahin 35 bis 50 m/s erreicht, so beschleunigte der Impuls des Boosters die Orkan-Rakete in 0,2 Sekunden auf 100 m/s. Eine Variante für 130 m/s war ebenso angedacht, wurde aufgrund der knappen Zeitvorgaben aber nicht realisiert. Eine weitere Neuerung betraf die aerodynamischen Bremsen, die in der passiven Phase in zwei Paar für verschiedene Reichweiten gesteuert wurden. In der Startphase der ersten drei Raketen diente eine CCD-Kamera dazu, deren Flugphase zu analysieren. Die weiteren Raketen wurden mit den korrigierten Daten gezündet, ein Link zu allen weiteren Fahrzeugen im Bataillon pflegte die Korrekturwerte für alle Werfer ein. Die nächste Neuerung war der Gefechtskopf, der Submunition enthielt. Hatten normale Raketen einen einfachen Aufbau aus Gefechtskopf, Treibstoffkammer und Motor, so war die Rakete von Vučurović jetzt in ihrer Grundkonfiguration viel komplexer: sie hatte einen Gefechtskopf mit Submunition, eine doppelte Treibstoffkammer für zwei unterschiedliche Typen von Treibstoffen, einen zweistufigen Motor und zwei Paar aerodynamischer Bremsen. Daneben wurde für das Orkan-System erstmals auch ein eigenes digitales Waffenleitsystem entwickelt. Insgesamt war damit erstmals ein System für Distanzen bis 50 km in Konkurrenz zu gelenkten Systemen entstanden, das im Kosten-Nutzen-Verhältnis diesen aber überlegen war. Als besondere Hürde erwiesen sich die Integration aller neu entwickelten Komponenten in das System sowie die komplexe Fertigung, für die spezialisierte Maschinen beschafft wurden. Alleine für die Herstellung der zwei ähnlich konstruierten Brennkammern wurden Stähle mit Pressen von 1600 Tonnen Druck vorfabriziert. In der weiteren Fertigung dieser Hochleistungsbrennkammern kamen CNC-Drehmaschinen, Zylinderdrückwalzen und Brennöfen zum Härten zum Einsatz. Die beiden Brennkammern wurden später verschraubt. Sie hielten Drücke von bis zu 400 bar stand. Das Problem dieser Brennkammern bestand in dem geforderten hohen Impuls der Motoren für die Beschleunigung auf 100 m/s in den ersten 0,2 Sekunden. Beim Start der Rakete zündeten beide Motoren gleichzeitig und verursachten einen enormen Druck in den Brennkammern, wie sie die vergleichbaren Systeme so nicht kannten. So betrug der Druck in der Brennkammer für den Marschmotor 120 bis 160 bar. Das technologische Problem war aber nicht der Marschmotor, der zwischen vier bis fünf Sekunden aktiv war, sondern der Booster, der mit seinem hohen Druck die enorme Beschleunigung in nur 0,2 Sekunden Brennzeit erst möglich machte. Da auch die Außentemperatur des rauchlosen Schwarzpulvers einen großen Einfluss auf die Brenndauer hat, maß das Orkan-System mit einem Sensor die jeweilige Temperatur des Schwarzpulvers der Brennkammern. Daraus wurden im Waffenleitsystem die nötige Brenndauer der Motoren und Anpassungen an den Zielflug errechnet.
Entscheidend für die Effizienz und Präzision des Orkan war seine hohe Automatisierung. Diese begann bereits mit dem robotisierten Kran, der die Raketen nacheinander in die Rohre schob. Nachdem das topographische Fahrzeug dem Orkan-System die geographische Nordrichtung am Standort in etwa zwei Minuten übermittelt hatte, wurde der Null-Azimut für jedes Waffensystem eingestellt. Die Einstellung der Horizontale erfolgte für jedes Fahrzeug automatisch unabhängig von den Stabilisatoren. Somit war die Null-Elevation festgestellt. Hierüber stellte der Werfer über Servos dann den geforderten Azimut und die Elevation ein. Das Waffenleitsystem analysierte 20 Parameter (unter anderem Temperatur, Feuchtigkeit, Luftdruck, Temperatur des Schwarzpulvers, Bodenwind und Höhenwind). Nachdem die erste Rakete abgefeuert worden war, analysierte die CCD-Kamera deren Flugbahn. Innerhalb von zwei Sekunden stabilisierte sich die Orkan-Rakete automatisch in die vorhergehende Position und Richtung. Die nunmehr geringer gewordene Masse und die Wirkung des Raketstarts wurden automatisch kompensiert. Nur mit dem neuerlichen Reset des Waffensystems macht die CCD-Kamera Sinn, da sie die gleichen Positions- und Elevations-Parameter für die nächste Rakete brauchte, ohne dass das Waffensystem in einer anderen Schießposition stand. Die ersten drei Raketen wurden in Abständen von fünf Sekunden abgefeuert, erst mit der vierten Rakete wurde im Rafal weitergeschossen, da die Position aufgrund der Gefahr eines Beschusses durch den Gegner nicht zu lange gehalten werden sollte.
Weitere Analysen zeigten, dass mit dem fertigen Projekt auch ungelenkte Raketen für Reichweiten bis 120 km wirtschaftlich waren. Hieraus projektierte er das R400-System, das mit dem Kaliber 400 mm und einer Reichweite von 120 km operieren sollte. Die Projektunterlagen wurden an den Irak verkauft, der es in technologisch veränderter Form als Ababil-100 (auch Ababeel oder Al Fatah) selbständig und mit Hilfe auch jugoslawischer Techniker weiterzuentwickeln versuchte.

### Projekt KOL-15
Die jugoslawischen Entwickler fanden im Irak einen Interessenten, der die Entwicklungskosten tragen konnte, jedoch auch am brasilianischen ASTROS II Interesse zeigte. Beide Systeme wurden daher bei Testläufen 1987 im Irak miteinander verglichen. Der Irak entschied sich für beide Systeme, die später als Ababil-50 und Sajil-60 in lizenzierten Versionen im Land selbst hergestellt werden sollten. Neben der finanziellen Ausstattung stellte der Irak auch die Erprobungsgelände für die Hauptphase der Waffensystemprüfung, die neben den jugoslawischen Testgeländen in Nikinci, Platamuni (Halbinsel Prevlaka) und insbesondere Krivolak hauptsächlich in Wüstengebieten des Irak durchgeführt wurden. Daneben beteiligte sich der Irak auch mit personellem Einsatz an der Entwicklung. So weilten Anfang der 1980er-Jahre wesentliche Persönlichkeiten des irakischen Raketenprogramms und 60 irakische Ingenieure unter Saddam Hussein in Jugoslawien. Als prominentester war darunter Amir Hamudi Hasan Al-Sa’di, ein späterer Militärberater von Saddam Hussein sowie der Sohn des einflussreichen Generals Hossam Mohammed Amin, dem Direktor der Militärindustrie des Irak, der von 1981 bis 1985 als technischer Berater in Belgrad verblieb. Der Irak hatte in einer ersten Tranche vier Batterien zu jeweils vier Werfern sowie 4000 Raketen bestellt.
Der erste Prototyp war 1985 bereit. Das System wurde erstmals 1987 vorgestellt. Bis zum Ausbruch des Zweiten Golfkrieges wurden nur wenige Einheiten produziert, eine erste Lieferung von einer Batterie erreichte den Irak 1989, zehn Systeme standen jedoch 1990 in der Produktionsstätte in Novi Travnik, als die UNO ein Embargo über den Irak verhängte.
Als weiterer Käufer des Systems hatten sich die Streitkräfte Kuweits nach Vergleichen mit amerikanischen, deutschen, russischen und chinesischen Systemen für das neu von Jugoslawien produzierte Orkan-System entschieden und die Verträge für 24 Batterien mit jeweils vier Werfern und pro Batterie 1000 Raketen noch 1990 unterzeichnet. Der Kuwait-Krieg sowie das Auseinanderbrechen Jugoslawiens im Jahr 1991 brachten das Ende der Produktion. Die ehemaligen jugoslawischen Volksrepubliken konnten das Orkan-System nur bedingt im Jugoslawienkrieg zum Einsatz bringen, da zwar die Endproduktion in Maschinenbauwerk „Bratstvo“ Novi Travnik in Bosnien stattfand, die Raketen jedoch nur bei „Pretis“ im Stadtteil Vogošča in Sarajewo sowie die Zeitzünder-Mechanismen für die Splittergefechtsköpfe bei „Krušik“ in Valjevo produziert wurden. Während Bratstvo von den kroatischen und später muslimischen Truppen kontrolliert wurde, war Pretis in der Hand der bosnischen Serben. So befand sich auch nur ein vollständiges System im Jugoslawienkrieg bei den Krajina-Serben im Einsatz, das aus dem in der Artillerieschule der JNA in Zadar stationierten Prototyp bestand. Dieses Orkan-System fand später Eingang in die Rechtsprechung der ICTY, da die Krajina-Serben es während der Rückeroberung der Ost-Krajina durch die kroatische Armee im Mai 1995 zu einem zweitägigen Raketenbeschuss auf Zagreb einsetzt hatten, was als Kriegsverbrechen geahndet wurde.

### Folgeentwicklung
Aufgrund der Vernetzung und Spezialisierung der jugoslawischen Militärindustrie musste die Produktion des Systems 1991 beendet werden. Auch einzelne Komponenten (unter anderem Raketen) konnten durch die vernetzte Produktion nicht mehr gefertigt werden. Im Bosnienkrieg wurden beteiligte bosnische Fabriken zur Endfertigung („Bratstvo“ Novi Travnik, „Pretis“ Vogošča, „SPS-Vitezit“ Vitez) durch unterschiedliche Kriegsparteien kontrolliert. Da für die Komponenten Spezialmaschinen benötigt, aber aufgrund des Kriegsembargos keine lizenzierten Ersatzteile geliefert wurden, war an eine einfache Konversion der Produktion oder Auslagerung in andere Fabriken nicht zu denken. Für die Gefechtsköpfe der Raketen war eine elektronische Terminierung in den Behältern notwendig, deren Komponenten die Firma Rudi Čajevec (Banja Luka) fertigte. Ohne elektronische Terminierung blieben die Zünder, die keine Aufschlagzünder waren, inaktiv. Die Submunition wurde nach dem Auswurf in 1000 m über dem Erdboden und deren Drehung aktiviert.
In der Bundesrepublik Jugoslawien behalf man sich zuerst mit der Konversion vorhandener Komponenten. So hatte die staatliche Yugoimport-SDPR-Holding aus den im Technischen Prüfzentrum in Belgrad (TOC) befindlichen Rohren zur Erprobung des Systems und dem obsoleten 9K52 Luna-M das Orkan II als ad-hoc-Plattform für das Starten der R-262-Raketen entwickelt. Die Armee der Bundesrepublik Jugoslawien verfügte hieraus ab 1997 über ein Orkan-System mit verringerter Effizienz und militärischem Nutzen (vier bis zwölf Raketen, die nicht in der Flugphase korrigiert werden konnten).
2017 wurde von Yugoimport SDPR ein vier- bis zwölfrohriger neuentwickelter modularer Prototyp präsentiert. Die internationale Premiere fand auf der „IDEX-2017“ in Abu Dhabi statt. Die beiden Module des „Šumadija“ getauften Waffensystems haben Kaliber von 267 mm und 400 mm. „Jerina 2“ ist ein Kaliber mit 267 mm und bis zu zwölf Rohren, „Jerina 1“ von 400 mm mit vier bis acht Rohren. Letztere basiert auf der R400, die Ende der 1980er-Jahre am VTI entstand. Als Reichweite wird 75 respektive 285 km angegeben. Die Gefechtsköpfe haben 110 oder 200 kg Gewicht. Eine Steuerung ist über INS oder GPS möglich.
Eine Translokation einzelner Elemente der Orkan-Produktion wurde im Rahmen des Dayton-Abkommens 1995 durchgeführt. Die zum KOL-15-System gehörenden Werkzeugmaschinen in Vogošča wurden aus Sarajewo über Novi Zvornik nach Valjevo transportiert. Wie die bosnischen Zeitschrift Žurnal vom 16. April 2019 berichtet, verkauften später die kroatisch-herzegowinischen Lokalpolitiker der HDZ zentrale Produktionskomponenten der Raketenfestbrennstoffe, die in „SPS-Vitezit“ in Vitez produziert worden waren, nach Serbien. Nur das Chemiewerk „SPS-Vitezit“ produzierte bis dahin die doppelbasischen Treibstoffe (NGR375 und NGR 367) für die Orkan-Rakete. Seit 2009 erfolgte der Rückbau der an Serbien verkauften Anlagen.

## Varianten

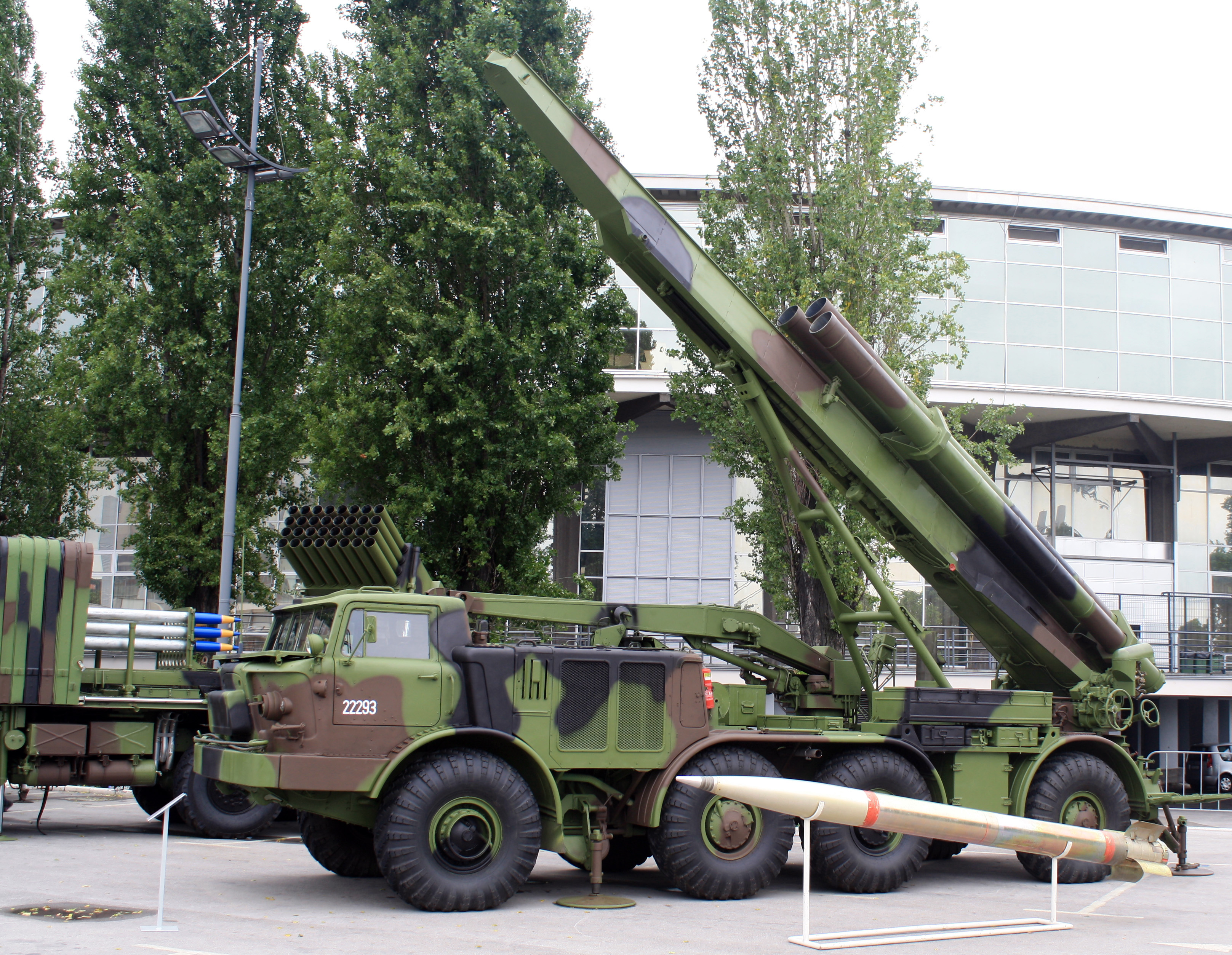
M-87 Orkan II

- M-87 Orkan: Erste Version mit zwölf Werferrohren auf einem Lkw FAP-2832[23]
- M-87 Orkan II (M1996): Ad-hoc-Version aus Serbien mit vier Werferrohren auf einem Lkw ZIL-135 (9P113M2)[24]

## Technik

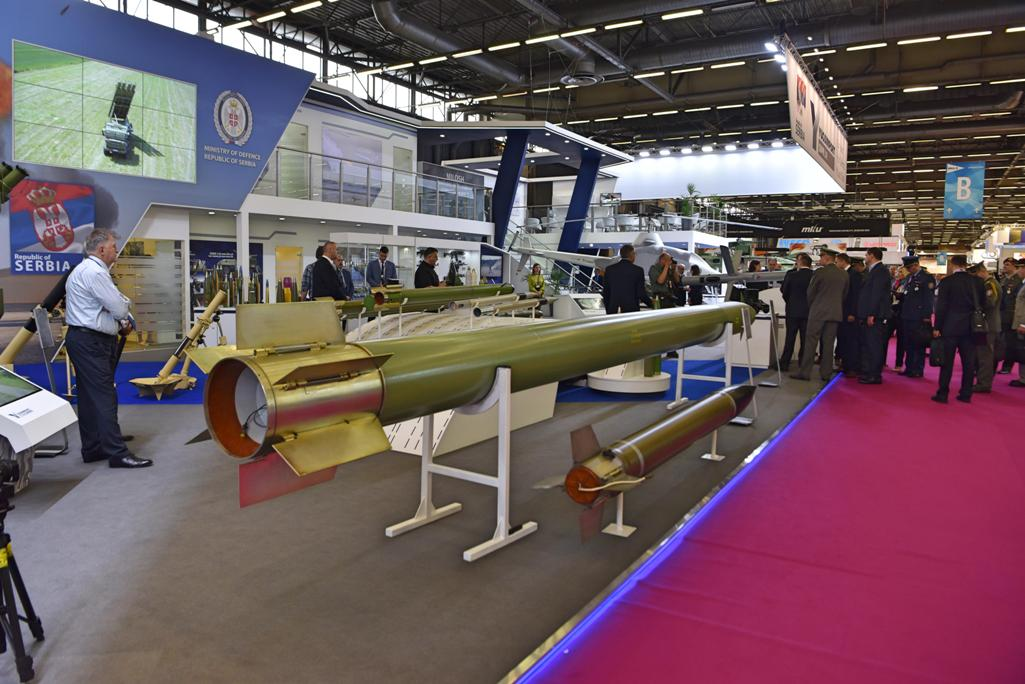
„Jerina 1“ (400 mm), „Jerina 2“ (267 mm), Eurosatory, Paris 2018

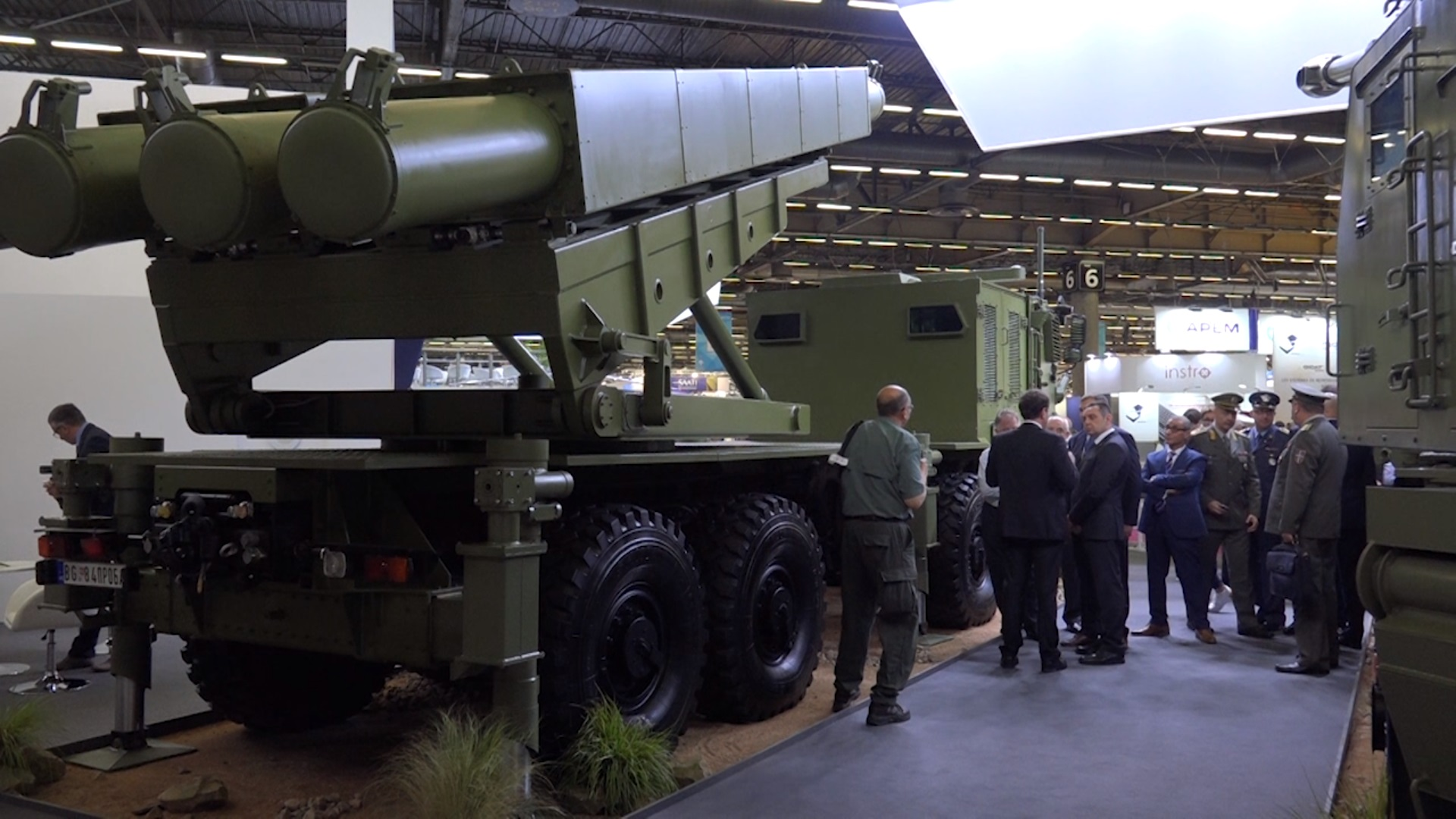
Werfer mit vier 400-mm-Rohren

Das Orkan-Mehrfachraketentenwerfersystem ist ein hochautomatisiertes System, das bei seiner Indienststellung als eines der leistungsstärksten ungelenkten ballistischen Boden-Boden-Systeme galt, das mit 288 aus 1000 m Höhe an Fallschirmen herabfallenden Anti-Personen-Splittersprengköpfen oder 24 Anti-Panzer-Minen einen großflächigen Wirkkreis erreichte. Das Besondere an dem System war eine für damalige Verhältnisse für eine ungelenkte Rakete mit einer Reichweite von 50 km erreichte geringe Zielabweichung. Sie wurde durch die hohe Anfangsgeschwindigkeit bei der Zündung eines Boosters in den Rohren, der die Rakete in 0,2 Sekunden auf 130 m/s beschleunigte sowie eine kamerakorrigierte Flugbahn erreicht. Das innovative System zeichnete sich zudem durch eine hohe Automatisierung mit einer zentral gesteuerten Pneumatik des Reifendrucks sowie den automatisierten Ladekran für die Raketen aus.
Die ersten drei Flugbahnen wurden durch die Aufnahme einer zwischen den Rohren angebrachten CCD-Kamera analysiert. Alle weiteren Raketen einer Salve wurden mit den gewonnenen Korrekturdaten abgefeuert. Da bei einem Anstellwinkel des Werferarms von 45° die höchste Präzision zu erreichen war, wurden die Raketen bei Einsätzen unterhalb der Maximalreichweite durch Bremsen gesteuert, jedoch immer aus der optimalen Schussposition abgefeuert. Diese Bremsen öffneten automatisch, wenn die Reichweiten weniger als 50 km betrugen. Eine hohe Komplexität hatten auch die Zündmechanismen der Splitterbomben, die nur aktiviert wurden, wenn die Rakete eine bestimmte Beschleunigung erreicht. In den Startrohren waren diese dadurch inaktiv. Ein Unfall mit einer Rakete wurde bisher nicht bekannt.
Das Werferfahrzeug der ersten Version war ein Lastkraftwagen vom Typ FAP-2832 von 9 Tonnen Gewicht. Voll beladen wog er 32 Tonnen. Auf dem Fahrzeug war über der Hinterachse ein horizontal und vertikal schwenkbarer Werferarm installiert. Auf diesem waren in drei Lagen zwölf Werferrohre für die Raketen des Kalibers 262 mm angebracht. Die Raketen wurden in Intervallen von je 5 Sekunden abgefeuert. Das manuelle Nachladen eines leeren Werfers mit einem Kran dauerte rund 30 Minuten. Eine Batterie bestand aus vier Werferfahrzeugen, vier Nachladefahrzeugen mit je 28 Raketen, einem Befehlsstand mit Teldix-Navigationssystem, zwei Aufklärungsfahrzeugen, einem meteorologischem Beobachtungsfahrzeug sowie zwei Vermessungsfahrzeugen. Das Herstellen der Feuerbereitschaft dauerte rund drei Minuten. Der Stellungsabbruch dauerte rund eine Minute. Ein Bataillon mit 16 Werferfahrzeugen deckte mit 192 Raketen eine Zielfläche von 3 bis 4 km² ein. Ein Feuerleitrechnersystem konnte in Zusammenspiel mit der automatisierten zentralen Nivellierung der Raketenplattform aus der Kabine heraus und den Daten des meteorologischen sowie topographischen Wagens hohe Präzision garantieren. Eine Kamera lieferte aus den Abweichungen der ersten drei Raketen die Korrekturdaten für die Nivellierung des Werfers. Das digitale Rechnersystem des Orkan-Systems (SUV – Sistem Upravljana Vatrom) war das erste für die Landstreitkräfte Jugoslawiens entwickelte. Die Schulung der irakischen Artilleristen an dem Feuerleit-Rechnersystem des Orkan-Systems wurden in der Artillerieschule der JNA in Zadar durchgeführt.
Die 288 Splitterbomben mit einem Kaliber von 40 mm tragen jeweils 1000 Stahlkugeln. Sie werden an einem Fallschirm über dem Zielgebiet abgeworfen. Jede der Stahlkugeln hat einen letalen Radius von 10 m. Die 24 Anti-Panzer-Minen haben ein Kaliber von 105 mm mit einer Masse von jeweils 1,8 kg.

### Regulierung der Reichweiten
Das Orkan-System hat zur Regulierung der Schussweite zwei Möglichkeiten: durch die Elevation des Werfers oder durch den Einsatz aerodynamischer Bremsen. Bei der Elevation des Werfers sind keine aerodynamischen Bremsen aktiv. Hier sind Reichweiten von 15 bis 50 km möglich.
Bei der Einstellung der aerodynamischen Bremsen sind vier Positionen bei einer idealen Elevation von 45° möglich: N – geschlossen (für Reichweiten von 39,4 bis 50 km), 2kk – zwei kurze aktiv (29,4 bis 39,4 km), 2kd – zwei längere (21,4 bis 29,4 km) und 4 K – alle vier aktiv (5 bis 21,4 km). Alle diese Einstellungen werden über elektronische Behälter im Rohr über das Feuerleitpult gesteuert. Die Rohre haben Einrichtungen in den neben den Einstellungen zur Aktivierung der aerodynamischen Bremsen, der Zünder in der Submunition tempiert sowie der Raketenmotor gestartet wird.

## Raketen

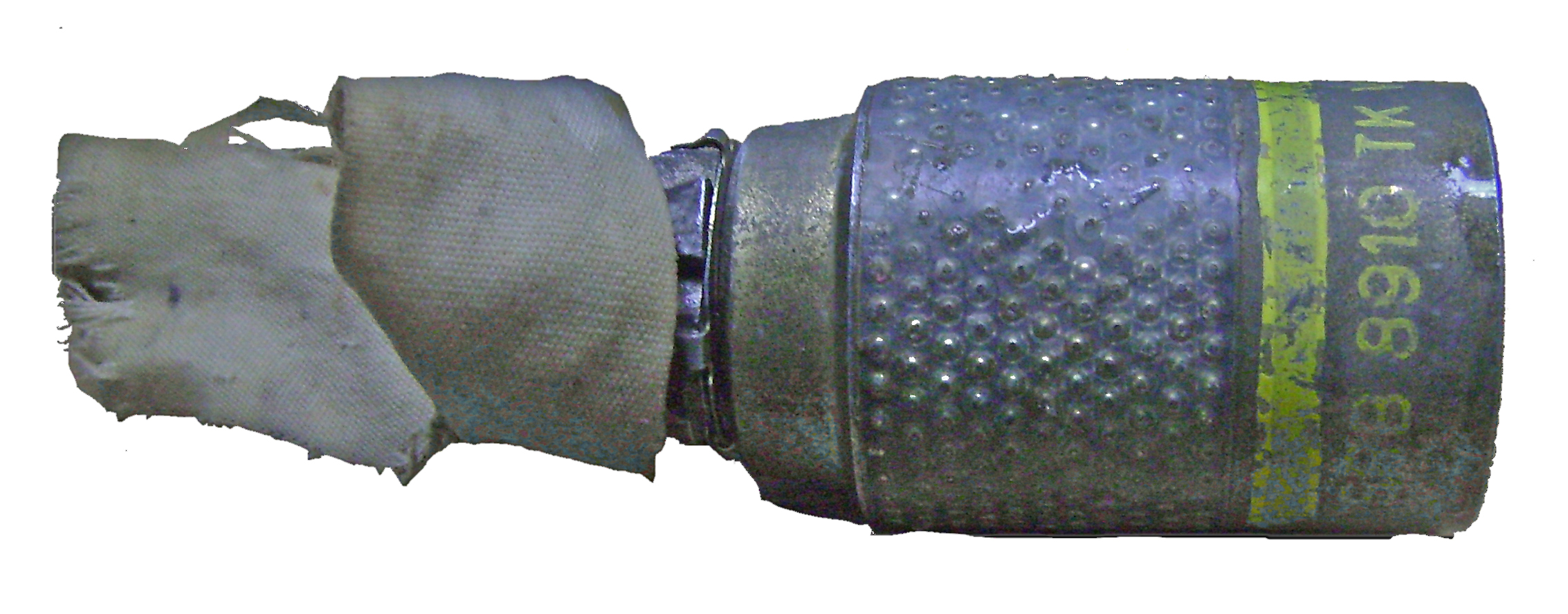
Eine jugoslawische KB-1-Submunition von insgesamt 288 Bomblets des Orkan M-87

Die Raketen sind drall- und flügelstabilisiert und verfügen über ein Faltleitwerk am Raketenheck. Die Raketen haben ein Kaliber von 262 mm, sind je nach Typ 4,65 bis 4,90 m lang und wiegen 380 bis 404 kg. Angetrieben werden sie von einem zweistufigen Feststoff-Raketentriebwerk. Dieses hat eine Brenndauer von 5 Sekunden und beschleunigt die Raketen auf eine Geschwindigkeit von rund 1.200 m/s. Nach dem Start beschreibt die Flugbahn der Raketen eine ballistische Kurve mit einem maximalen Apogäum von 22 km. Die maximale Schussdistanz von 50 km wird in 110 Sekunden zurückgelegt. Die minimale Schussdistanz beträgt 12 km. Die maximale Streuung einer Raketensalve liegt bei 220 m in Flugrichtung und bei 175 m im Azimut.
Die Bestände an Splittergefechtsköpfen KB-1 – den einzigen für das Orkan-System produzierten – wurden auf dem Territorium Bosniens und der Herzegowina mit dem Beitritt des Landes zum Übereinkommen über Streumunition am 7. September 2010 zerstört. 500 M-87-Raketen wurden 2006 von Bosnien zur weiteren Zerstörung nach Georgien geliefert. Die SFOR hatte im Rahmen des Programms zur Reduzierung der Waffenbestände in Bosnien und der Herzegowina zudem zahlreiche M-87-Raketen recycelt. 27 in Kroatien verbliebene M-87-Raketen des Orkan-Systems sind aufgrund der ebenfalls erfolgten Unterzeichnung zur Vernichtung von Cluster-Munition bis 2018 zu entsorgen. Ebenso wurden die verbliebenen Bestände im Irak durch das US Army Engineering and Support Centre unschädlich gemacht.
Unter den früheren jugoslawischen Republiken, die M-87-Orkan-Systeme besitzen oder besaßen, hat nur Serbien das Protokoll zur Zerstörung von Cluster-Munition nicht unterzeichnet.
Folgende Raketentypen sind bekannt:
- M-87-ICM-AT mit 288 Stück Hohlladungs-Bomblets vom Typ KB-1; Reichweite 50 km
- M-87-AT (KPOM/KPTM/KRTM/YU-S-AT) mit 24 Stück Panzerminen vom Typ YU-S-AT (KPOM – „kasetna protiv oklopna mina“) mit Magnetzünder; Reichweite 50 km[33][34]

## Chemische Gefechtsköpfe
Die Orkan-Raketen wurden nach Angaben der ICG (International Crisis Group) von 2002 auf Wunsch des Irak auch in einer Variante mit chemischen Gefechtsköpfen weiterentwickelt.

## Einsätze

### Irak
Von den für den Irak produzierten Einheiten wurden 1988 vier Fahrzeuge und 1000 Raketen exportiert. Diese kamen 1988 bei Basra sowie 1991/92 im Ersten Golfkrieg zum Einsatz.

### Jugoslawien und Albanien
Weitere acht für den Irak im Werk Bratstvo in Novi Travnik fertig montierte Fahrzeuge wurden aufgrund des UN-Embargos gegen das Land nicht mehr ausgeliefert. Diese Fahrzeuge gelangten 1993 ohne Raketen an die kroatischen Territorialkräfte in Bosnien. Vier Fahrzeuge wurden an die Streitkräfte Kroatiens abgegeben, vier verblieben bei den Streitkräften der bosnischen Muslime. Der Erprobungsprototyp, welcher der Schulung irakischer Soldaten in Zadar gedient hatte, gelangte 1991 an die Streitkräfte der Krajina-Serben. Über die im Werk UNIS-Pretis in Vogošča (Sarajevo) gelagerten und an den Irak zu exportierenden Raketen besaßen sie im Bosnien- und Kroatienkrieg ein vollständiges Waffensystem. Das Krajina-Orkan kam dadurch auch militärisch zum Einsatz. Der am 2. und 3. Mai 1995 gegen die Großstadt Zagreb erfolgte Einsatz des Krajina-Orkans wurde vom ICTY als Kriegsverbrechen geahndet. Sieben Zivilisten wurden getötet, über 200 verletzt. Der Serbenführer Milan Martić wurde als Verantwortlicher für den Beschuss des Kriegsverbrechens schuldig gesprochen.
Die Streitkräfte der Bundesrepublik Jugoslawien besaßen keines der originalen, für den Irak produzierten Waffensysteme (die Jugoslawische Volksarmee hatte das Orkan M-87 nicht geordert, dessen Entwicklung noch nicht abgeschlossen war), jedoch besaß das Militärtechnische Institut vier Testrohre, zu denen 1995 noch vier Rohre des Krajina-Orkan hinzu kamen. 1997 entstand daraus das Orkan II. Im April sowie bis Ende Mai 1999 kamen diese bei Kriegshandlungen an der Grenze zu Albanien (Kukës, Tropojë und Has) zum Einsatz. Erstmals setzte die 125. Motorisierte Brigade der jugoslawischen Armee (Kommandant Dragan Živanović) das Orkan II am 13. April 1999 am Košara Grenzposten gegen Trainingskamps der UCK in Tropojë und Has in Albanien ein. In der Schlacht am Paštrik Ende Mai 1999 wurde albanisches Territorium von der 549. Motorisierten Brigade der VJ (Kommandant Božidar Delić) in bis zu 17,5 km Tiefe beschossen.

## Nutzerstaaten

### Aktuell
- Serbien – Drei M-87 Orkan II[39]
- Bosnien und Herzegowina – Ein M-87 Orkan (auf dem Territorium der Republika Srpska, von diesem wurden vier Rohre abmontiert)

### Ehemalige
- Bosnien und Herzegowina – Vier M-87 Orkan. Bosnien und Herzegowina haben in Übereinkunft mit der Konvention zum Verbot von Cluster-Munition ihren Bestand von 75.000 Stück der Submunition KB-1 bis 2011 vollständig vernichtet. Ebenso wurde 56 verbliebene Raketen des Orkan demontiert.[40]
- Irak – Vier M-87 Orkan. Diese erste Tranche wurde 1988 ausgeliefert. Insgesamt waren 4 Batterien zu je 4 Fahrzeugen und insgesamt 4000 Raketen bestellt worden.
- Kroatien – Vier M-87 Orkan. Zwei in Museen ausgestellt.

### Interessenten
- Georgien – 2005–2008 versuchte Georgien, die in Bosnien eingelagerten Werfer und Raketen des M-87 zu kaufen. Ob 500 Raketen, wie auf der 558. OSCE-Plenarsitzung berichtet, exportiert wurden, ist umstritten.[41]
- Kuwait – 24 Fahrzeuge sowie 24.000 Raketen wurden 1990 bestellt. Durch den irakischen Überfall auf Kuwait sowie den Bosnienkrieg 1992 nicht verwirklicht.[13]
- Malaysia – Malaysia hatte Bosnien und Herzegowina einen Kredit von 100 Mio. US-Dollar als Entwicklungshilfe bereitgestellt, mit dem es die Wiederaufnahme der Produktion des Waffensystems finanzieren wollte. 20 Fahrzeuge sowie die technischen Dokumentationen sollten geliefert werden. Aufgrund von Unstimmigkeiten zwischen bosnischen und serbischen Delegationen, des ungenügenden Ingenieurskaders in Bosnien und Herzegowina sowie schleppender Möglichkeiten zur Verwirklichung brachten die Verhandlungen kein Ergebnis.[13]
- Vereinigte Staaten – die USA boten nach Aussagen Anastas Paligorić 25 Mio. US-Dollar für ein System mit zehn Raketen. Damit sollten vor dem Kriegseintritt gegen den Irak die Fähigkeiten des Systems analysiert werden.[13]

## Erhaltene Exemplare
Nachdem die IFOR 1996 die verbliebenen Orkan-Systeme aus der Bestellung des Irak im Bratstvoer Maschinenbauwerk beschlagnahmt hatte, die 1997 durch die SFOR auf dem Truppenübungsgelände von Glamoč zerstört wurden, verblieben nur noch wenige funktionierende Exemplare des Raketenwerfers. Die kroatischen Streitkräfte verfügten über zwei Exemplare, von denen einer heute als Ausstellungsstück in Vukovar im Museum zum Domovinski rat besichtigt werden kann. Alle weiteren original produzierten Orkan-Systeme sind heute ausgemustert.